# Ange au cinéma

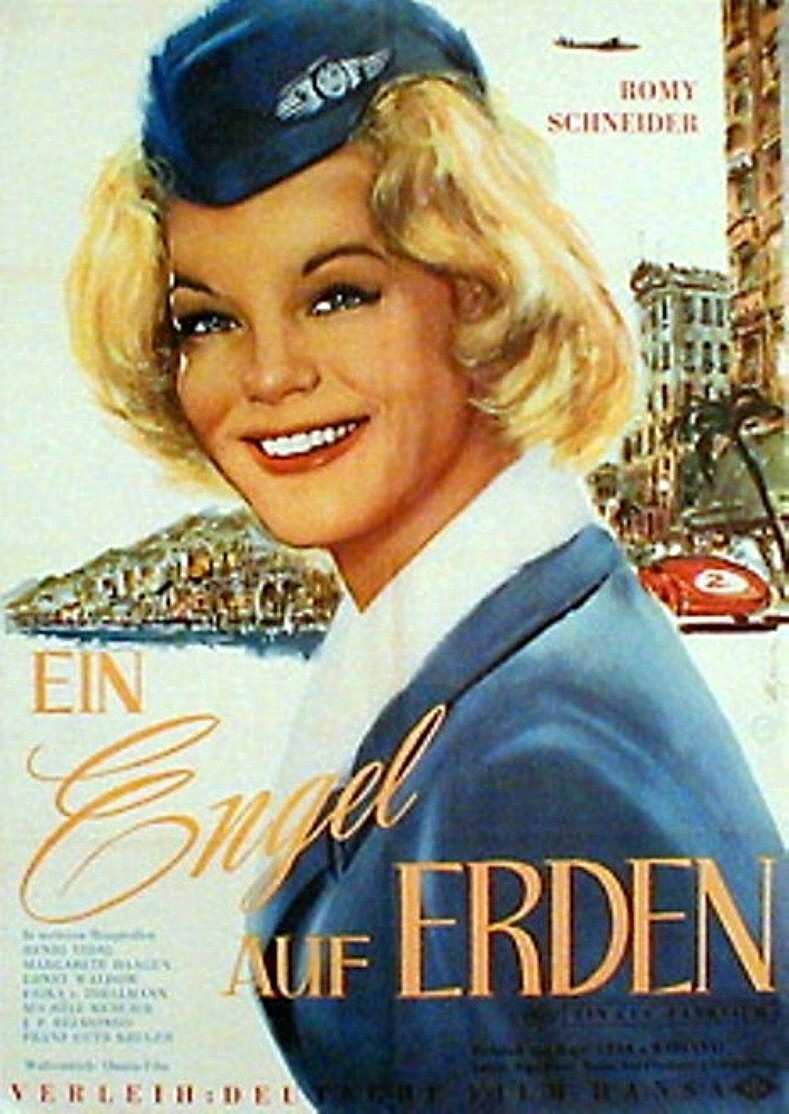
Romy Schneider dans le rôle-titre de Mademoiselle Ange

Les anges ont inspiré plusieurs films au cinéma :
- La vie est belle de Frank Capra (1946)
- Une question de vie ou de mort de Michael Powell (1946)
- La Tentation de Barbizon de Jean Stelli (1946)
- Honni soit qui mal y pense de Henry Koster (1947)
- Mademoiselle Ange de Géza von Radványi (1960)
- Théorème de Pier Paolo Pasolini (1968)
- Tu me troubles de Roberto Benigni (1983)
- Les Ailes du désir de Wim Wenders (1987)
- Date with an Angel de Tom McLoughlin (1987)
- Une équipe aux anges de William Dear (1994)
- Les Anges gardiens de Jean-Marie Poiré (1995)
- Michael de Nora Ephron (1996)
- Une vie moins ordinaire de Danny Boyle (1997)
- La Cité des anges de Brad Silberling (1998)
- Dogma de Kevin Smith (2000)
- Constantine de Francis Lawrence (2005)
- Gabriel de Shane Abbess (2007)
- Abalam (film) de Olivier Feunteun (2010)
- Légion de Scott Charles Stewart (2010).